# Зіниця ока
«Зіниця ока» — радянський художній фільм 1976 року, знятий режисером Геннадієм Базаровим на кіностудії «Киргизфільм».

## Сюжет
Смерть батька, який, очевидно, був непересічною людиною, підриває зсередини сім'ю Шатманових. Усі її члени змушені озирнутися і задуматися про майбутнє. У найскладнішому становищі — Еркін, який давно живе в Москві й, на думку родичів, «зрадив» свій рід. Еркіна утримує у Москві не лише кохання, але й робота, якою неможливо займатися у рідному аїлі. Але він, озираючись назад, теж визнає, що робив помилки, чинив так, як не варто було б чинити. Це фільм про складний внутрішній світ нашого сучасника. Мати першою зрозуміє, що Еркін, працюючи в Москві, нікому й нічому не змінив — його робота потрібна Батьківщині в тому широкому понятті, яке включає памірські аїли та рязанські села, приморські міста та сибірські новобудови.

## У ролях
- Бакен Кидикеєва — Асилкан, мати Еркіна
- Болот Бейшеналієв — Еркін
- Світлана Данильченко — Сашко
- Совєтбек Джумадилов — Саримсак, дядько
- Марія Курманалієва — Зуура
- Гульміра Конгурбаєва — Анара
- Суйменкул Чокморов — батько Еркіна
- Роман Хомятов — Глєбов
- Жеенбек Мукамбетов — епізод
- Орозбек Кутманалієв — Таяк
- Баки Омуркулов — чабан
- Мамлакат Киличова — зв'язківець
- Аліман Джангорозова — епізод
- Клара Юсупжанова — дружина чабана
- Віктор Лазарев — Олексій Іванович
- Іра Баранова — дочка Еркіна
- Т. Булавіна — епізод
- Медер Сидиков — Еркін у дитинстві
- Медель Маніязов — епізод
- М. Султанова — епізод
- Жекшенаали Арсигулов — епізод
- Капітоліна Іллєнко — глядачка у кінотеатрі
- Вітторіо Ґассман — учасник кінофестивалю
- Комакі Куріхара — учасниця кінофестивалю

## Знімальна група
- Режисер — Геннадій Базаров
- Сценаристи — Ашим Джакипбеков, Леонід Дядюченко
- Оператор — Валерій Віленський
- Композитор — Калий Молдобасанов
- Художник — Совєт Агоян